# Бодрий (есмінець, 1936)
«Бодрий» (рос. «Бодрый») — військовий корабель, ескадрений міноносець проєкту 7 військово-морського флоту СРСР за часів Другої світової війни.
Есмінець «Бодрий» 31 грудня 1935 року закладений на верфі ССЗ № 198 (Завод ім. 61 комунара) у Миколаєві, 1 серпня 1936 року спущений на воду. 1 березня 1939 року корабель уведений до складу радянського Чорноморського флоту. Перебував у складі крейсерської бригади, де було два дивізіони есмінців; у другий дивізіон входили всі шість радянських ескадрених міноносців «сімок»: «Бодрий», «Бойкий», «Бистрий», «Беспощадний», «Бдительний» і «Безупречний». З них пережили війну лише перші два.

## Бойовий шлях
Есмінець «Бодрий» був головним есмінцем проєкту 7 миколаївської споруди. Офіційно включений до складу ЧФ через три з лишком місяці після приймання. У ході заводських та приймальних випробувань був виявлений ряд дефектів у конструкції корабля, через що довелося провести додаткові роботи щодо приведення корабля до бойового стану, зокрема були замінені торпедні апарати та артилерія головного калібру. На наступних однотипних есмінцях ці удосконалення здійснювалися вже під час будівництва.
До початку німецько-радянської війни «Бодрий» двічі проходив ремонти: гарантійний з липня 1939 року до квітня 1940 року у Миколаєві (на заводі № 198) і поточний із серпня по жовтень 1940 року в Севастополі (на заводі № 201).

### 1941
Початок війни есмінець зустрів у Севастополі, де проходив обслуговування. З початку бойових дій ніс дозорну службу, забезпечував ППО головної бази та прикривав відхід кораблів Дунайської флотилії. 18 липня кораблі цієї флотилії забезпечили евакуацію радянського десанту і незабаром 5 моніторів та 16 бронекатерів відступили під захистом легкого крейсера «Комінтерн», лідера «Харків» та есмінців «Бодрий» і «Шаумян» до Одеси.
Протягом серпня 1941 року брав активну участь в обороні Одеси; супроводжував транспорти, відбивав авіанальоти, обстрілював сухопутні позиції противника. У жовтні «Бодрий» взяв участь у евакуації одеського гарнізону та за чотири дні витратив величезну кількість боєприпасів.
16 грудня 1941 року есмінець, прийнявши на борт 227 людей десанту, вийшов у Туапсе, а звідти до Новоросійська. Через чотири дні «Бодрий» у складі загону командувача флотом віцеадмірала Октябрського П. С. (крейсера «Красний Крим», «Красний Кавказ», лідер «Харків» та есмінець «Незаможник») брав участь у прориві до обложеного Севастополя. Загін відбив атаки бомбардувальників Люфтваффе і доставив до міста 4 тисячі бійців 79-ї бригади морської піхоти. На борту «Бодрого» у цьому поході було 340 десантників, 6 протитанкових гармат та 35 т боєприпасів. Більше доби есмінець перебував у Севастополі, а ввечері 22 грудня пішов у Поті. Зенітникам корабля вдалося підбити один Junkers Ju 88.

### 1942
16 липня 1942 року під час перебування на завершальній стадії ремонту «Бодрий» був атакований 16 ворожими бомбардувальниками. Унаслідок ураження з повітря корабель зазнав величезних пошкоджень, і осів кормою на 5,7 м. Кормова частина «Бодрого» фактично відламалася. Два з половиною роки йшов ремонт корабля, і лише 31 грудня 1944 року, коли бойові дії на Чорному морі вже завершилися, есмінець повернувся до строю.

### Після війни
Після війни есмінець продовжив службу у лавах радянського Чорноморського флоту. З 1951 до кінця 1953 року перебував на капітальному ремонті. 17 лютого 1956 року його вивели з бойового складу і переформували спочатку в судно-ціль ЦЛ-3, а 13 жовтня 1959 року на навчально-тренувальну станцію УТС-8. 9 вересня 1962 року станція була перетворена на плавучу мішень і незабаром посаджена на прибережну мілину на Тендровській косі при випробуваннях ракет КТЩ.